# Dioptrochasma gracilis
Dioptrochasma gracilis es un género de polilla de la familia Geometridae. El género fue descrito por primera vez por Claude Herbulot en 1992 y se puede encontrar con endemismo en la África subsahariana. El holotipo de la especie fue descrita a orillas del río Nyong, a 15 kilómetros (9,3 mi) de la ciudad de Mbalmayo.